# AAA When Worlds Collide
When Worlds Collide (AAA Cuando los Mundos Chocan, en español) fue un evento pago por visión de lucha libre profesional producido por Asistencia Asesoría y Administración y World Championship Wrestling. Tuvo lugar el 6 de noviembre de 1994 desde Los Angeles Memorial Sports Arena en Los Ángeles, California.

## Producción
En 1994, la empresa Asistencia Asesoría y Administración manejada por Antonio Peña decidió realizar un evento fuera de México para comenzar su expansión mundialmente. Esta idea surgió debido a que los últimos Magno Eventos de TripleManía habían registrado grandes llenos en la Plaza de Toros México. Ron Skoler de la International Wrestling Council y Eric Bischoff de la World Championship Wrestling ayudaron a Peña a que esta idea resultara y el evento se pudiera llevar a cabo. La fecha esperada fue el 6 de noviembre de 1994 y el lugar elegido fue Los Angeles Memorial Sports Arena de Los Ángeles, California. El evento contó con la participación de luchadores internacionales como 2 Cold Scorpio, Madonna's Boyfriend, Pegasus Kid y Tito Santana. La lucha más esperada por la afición fue la que protagonizaron El Hijo del Santo y Octagón en contra de Art Barr y Eddie Guerrero apostando máscaras y cabelleras. Los ganadores de ese combate fueron El Hijo del Santo y Octagón, dejando rapados en el centro del ring a La Pareja del Terror (Art Barr y Eddie Guerrero). El Wrestling Observer Newsletter entragó a estos 4 gladiadores el premio Rivalidad del Año y Lucha de 5 Estrellas de 1994. Art Barr y Eddie Guerrero también obtuvieron el premio a Pareja del Año.

## Resultados
- Mascarita Sagrada & Octagoncito derrotaron a Espectrito & Jerrito Estrada en una lucha en Relevos Sencillos (8:46)
  - Octagoncito forzó a Jerrito Estrada a rendirse con "La Escalera".
- Fuerza Guerrera, Madonna's Boyfriend & Psicosis derrotaron a Heavy Metal, Latin Lover & Rey Misterio, Jr. en una lucha en Relevos Australianos (12:54)
  - Fuerza Guerrera forzó a Heavy Metal a rendirse con una "Palanca al Brazo".
- Pegasus Kid, 2 Cold Scorpio & Tito Santana derrotaron a Blue Panther, Jerry Estrada & La Parka en una lucha en Relevos Australianos (14:51)
  - Pegasus Kid cubrió a Blue Panther después de una "Huracarrana".
- El Hijo del Santo & Octagón derrotaron a Los Gringos Locos (Art Barr & Eddie Guerrero) en una lucha en Relevos Sencillos a Dos de Tres Caídas de Máscaras vs. Cabelleras (22:29)
  - El Hijo del Santo cubrió a Eddie Guerrero con una "Rana".
  - Esta lucha fue calificada con 5 estrellas por el periodista Dave Meltzer, siendo el primer combate en la AAA en obtener esa calificación.
- El Perro Aguayo derrotó a Konnan en una Lucha en Jaula (17:54)
  - El Perro Aguayo escapó de la jaula, ganando el combate.

## Otros Roles
- Comentaristas en Español
  - Andrés Maroñas
  - Arturo Rivera
- Comentaristas en Inglés
  - Chris Cruise
  - Mike Tenay